# Німеччина на літніх Олімпійських іграх 2012
Німеччина на літніх Олімпійських іграх 2012 була представлена 376 спортсменами як мінімум в 23 видах спорту (станом на 26.06.2012).

## Медалісти
| Медалі за видами спорту         | Медалі за видами спорту | Медалі за видами спорту | Медалі за видами спорту | Медалі за видами спорту |
| ------------------------------- | ----------------------- | ----------------------- | ----------------------- | ----------------------- |
| Вид спорту                      | 1                       | 2                       | 3                       | Разом                   |
| Веслування на байдарках і каное | 3                       | 2                       | 3                       | 8                       |
| Кінний спорт                    | 2                       | 1                       | 1                       | 4                       |
| Академічне веслування           | 2                       | 1                       | 0                       | 3                       |
| Легка атлетика                  | 1                       | 4                       | 3                       | 8                       |
| Велоспорт                       | 1                       | 4                       | 1                       | 6                       |
| Пляжний волейбол                | 1                       | 0                       | 0                       | 1                       |
| Хокей на траві                  | 1                       | 0                       | 0                       | 1                       |
| Дзюдо                           | 0                       | 2                       | 2                       | 4                       |
| Гімнастика                      | 0                       | 3                       | 0                       | 3                       |
| Фехтування                      | 0                       | 1                       | 1                       | 2                       |
| Спортивне плавання              | 0                       | 1                       | 0                       | 1                       |
| Настільний теніс                | 0                       | 0                       | 2                       | 2                       |
| Тхеквондо                       | 0                       | 0                       | 1                       | 1                       |
| Усього                          | 11                      | 19                      | 14                      | 44                      |

| Медаль             | Спортсмени | Вид спорту                      | Дисципліна                                   | Дата      |
| ------------------ | --- | ------------------------------- | -------------------------------------------- | --------- |
| Золото             | Сандра Ауффарт Міхаель Юнг Інгрід Клімке Дірк Шраде Петер Томсен | Кінний спорт                    | триборство, командний залік                  | 31 липня  |
| Золото             | Міхаель Юнг | Кінний спорт                    | триборство, особистий залік                  | 31 липня  |
| Золото             | Філіп Адамські Андреас Куффнер Ерік Йоганнесен Максиміліан Райнельт Ріхард Шмідт Лукас Мюллер Флоріан Меннінген Кріштоф Вільке Мартін Зауер | Академічне веслування           | вісімка зі стерновим, чоловіки               | 1 серпня  |
| Золото             | Крістіна Фогель Міріам Вельте | Велоспорт                       | командний спринт, жінки                      | 2 серпня  |
| Золото             | Карл Шульце Філліпп Венде Лауріц Шооф Тім Громанн | Академічне веслування           | четвірка розстібна, чоловіки                 | 3 серпня  |
| Золото             | Роберт Гартінг | Легка атлетика                  | метання диска                                | 7 серпня  |
| Золото             | Себастьян Брендель | Веслування на байдарках і каное | Каное-одиночка, 1000 м                       | 8 серпня  |
| Золото             | Петер Кречмер Курт Кушела | Веслування на байдарках і каное | Каное-двійка, 1000 м                         | 9 серпня  |
| Золото             | Франціска Вебер Тіна Дітце | Веслування на байдарках і каное | байдарка-одиночка, 500 м                     | 9 серпня  |
| Золото             | Юліус Брінк Йонас Рекерманн | Пляжний волейбол                | чоловіки                                     | 9 серпня  |
| Золото             | Збірна Німеччини з хокею на траві \| Оскар Дееке \| \| Тіло Штральковські \| \| \| \| Флоріан Фухс \| \| Макс Вайнгольд \| \| \| \| Моріц Фюрсте \| \| Беньямін Вес \| \| \| \| Мартін Генер \| \| Тімо Вес \| \| \| \| Тобіас Гауке \| \| Хрістофер Веслі \| \| \| \| Олівер Корн \| \| Маттіас Віттгаус \| \| \| \| Максиміліан Мюллер \| \| Хрістофер Целлер \| \| \| \| Ян-Філіпп Рабенте \| \| Філіпп Целлер \| \| \| | Хокей на траві                  | чоловіки                                     | 11 серпня |
| Срібло             | Брітта Гайдеманн | Фехтування                      | шпага, особисті, жінки                       | 30 липня  |
| Срібло             | Сідеріс Тасіадіс | Водний слалом                   | Каное-одиночка, чоловіки                     | 31 липня  |
| Срібло             | Оле Бішоф | Дзюдо                           | чоловіки, до 81 kg                           | 31 липня  |
| Срібло             | Аннекатрін Тіле Каріна Бер Юлія Ріхтер Брітта Оппельт | Академічне веслування           | четвірка розстібна, жінки                    | 1 серпня  |
| Срібло             | Юдіт Арндт | Велоспорт                       | шосейна гонка з роздільним стартом, жінки    | 1 серпня  |
| Срібло             | Тоні Мартін | Велоспорт                       | шосейна гонка з роздільним стартом, чоловіки | 1 серпня  |
| Срібло             | Керстін Тіле | Дзюдо                           | жінки, до 70 кг                              | 1 серпня  |
| Срібло             | Марсель Нгуєн | Гімнастика                      | абсолютний залік                             | 1 серпня  |
| Срібло             | Давід Шторль | Легка атлетика                  | штовхання ядра                               | 3 серпня  |
| Срібло             | Ліллі Шварцкопф | Легка атлетика                  | семиборство                                  | 4 серпня  |
| Срібло             | Марсель Нгуєн | Гімнастика                      | паралельні бруси                             | 7 серпня  |
| Срібло             | Фаб'ян Гамбюхен | Гімнастика                      | перекладина                                  | 7 серпня  |
| Срібло             | Гелен Лангеганенберг Доротеє Шнайдер Крістіна Шпреє | Кінний спорт                    | Виїздка, командні змагання                   | 7 серпня  |
| Срібло             | Максиміліан Леві | Велоспорт                       | Кейрін, чоловіки                             | 7 серпня  |
| Срібло             | Каролін Леонгардт Франціска Вебер Катрін Вагнер-Аугустін Тіна Дітце | Веслування на байдарках і каное | Байдарка-четвірка, жінки                     | 8 серпня  |
| Срібло             | Крістіна Обергфелль | Легка атлетика                  | метання списа                                | 9 серпня  |
| Срібло             | Томас Лурц | Плавання                        | 10 км на відкритій воді                      | 10 серпня |
| Срібло             | Б'єрн Отто | Легка атлетика                  | стрибки з жердиною                           | 10 серпня |
| Срібло             | Сабіне Шпіц | Велоспорт                       | гірський велосипед, крос                     | 11 серпня |
| Бронза             | Сандра Ауффарт | Кінний спорт                    | триборство, особистий залік                  | 31 липня  |
| Бронза             | Ганнес Айгнер | Водний слалом                   | Байдарка-одиночка                            | 1 серпня  |
| Бронза             | Дмитро Овчаров | Настільний теніс                | одиночний розряд, чоловіки                   | 2 серпня  |
| Бронза             | Дімітрі Петерс | Дзюдо                           | чоловіки, до 100 кг                          | 2 серпня  |
| Бронза             | Рене Ендерс Максиміліан Леві Роберт Ферстеманн | Велоспорт                       | командний спринт, чоловіки                   | 2 серпня  |
| Бронза             | Андреас Тельцер | Дзюдо                           | чоловіки, понад 100 кг                       | 3 серпня  |
| Бронза             | Себастьян Бахманн Петер Йоппіх Беньямін Клайбрінк Андре Весельс | Фехтування                      | рапіра, чоловіки, командні змагання          | 5 серпня  |
| Бронза             | Макс Гофф | Веслування на байдарках і каное | Байдарка-одиночка, 1000 м, чоловіки          | 8 серпня  |
| Бронза             | Мартін Голлштайн Андреас Іле | Веслування на байдарках і каное | байдарка-двійка, 1000 м                      | 8 серпня  |
| Бронза             | Тімо Болл Дмитро Овчаров Баштіан Штегер | Настільний теніс                | командні, чоловіки                           | 8 серпня  |
| Бронза             | Лінда Шталь | Легка атлетика                  | метання списа                                | 9 серпня  |
| Бронза             | Бетті Гайдлер | Легка атлетика                  | метання молота                               | 10 серпня |
| Бронза             | Рафаель Гольцдеппе | Легка атлетика                  | стрибки з жердиною                           | 10 серпня |
| Бронза             | Гелена Фромм | Тхеквондо                       | жінки, до 67 кг                              | 10 серпня |
| Оскар Дееке        | | Тіло Штральковські              |                                              |           |
| Флоріан Фухс       | | Макс Вайнгольд                  |                                              |           |
| Моріц Фюрсте       | | Беньямін Вес                    |                                              |           |
| Мартін Генер       | | Тімо Вес                        |                                              |           |
| Тобіас Гауке       | | Хрістофер Веслі                 |                                              |           |
| Олівер Корн        | | Маттіас Віттгаус                |                                              |           |
| Максиміліан Мюллер | | Хрістофер Целлер                |                                              |           |
| Ян-Філіпп Рабенте  | | Філіпп Целлер                   |                                              |           |